# Xennella suecica
Xennella suecica is een rondwormensoort uit de familie van de Xennellidae. De wetenschappelijke naam van de soort is voor het eerst geldig gepubliceerd in 1935 door Allgén.